# Femme Fatale Tour
Femme Fatale Tour는 미국의 가수 브리트니 스피어스의 일곱 번째 정규 앨범 Femme Fatale을 지원하는 일곱 번째 콘서트 투어이다. 투어는 2011년 3월 북아메리카 일정과 함께 공식으로 발표했다. 처음에는 엔리케 이글레시아스와 함께 공동 투어를 계획하고 있었지만, 나중에 취소되었다. 이번 투어의 의상들은 패션 디자이너 잘디 고코가 만들었다. 2011년 7월에는 지금까지 가본 적이 없고 투어를 계획하지 않았던 남아메리카 지역에서도 공연을 펼친다고 발표했다.
쇼는 다섯 개의 부분으로 나눠 공연을 했는데, 스피어스는 스토커를 추격하는 비밀 요원이라는 이야기를 표현했다. 첫 번째 쇼는 다른 여자 수감자와 함께 감옥을 탈출하는 것을 표현했고 두 번째 쇼는 마릴린 먼로에게 영감을 얻어 댄스 음악 공연을 펼친뒤 종료한다. 세 번째 부분에서는 이집트를 테마로해 불꽃놀이 곡예를 선보인다. 네 번째 부분은 오토바이 의상을 입고 에너지 넘치는 일상을 표현했다. 앙코르 공연은 스토커를 잡는 스피어스의 모습을 비디오로 선보이고 닌자 집단들을 이기는 두 공연을 펼친다. Femme Fatale Tour는 비평가들에게 혼합된 평가를 받았다. 일부는 스피어스의 엔터테인먼트 쇼에 호평을 보냈지만, 아직도 춤이 부족하다며 비판을 하기도 했다.

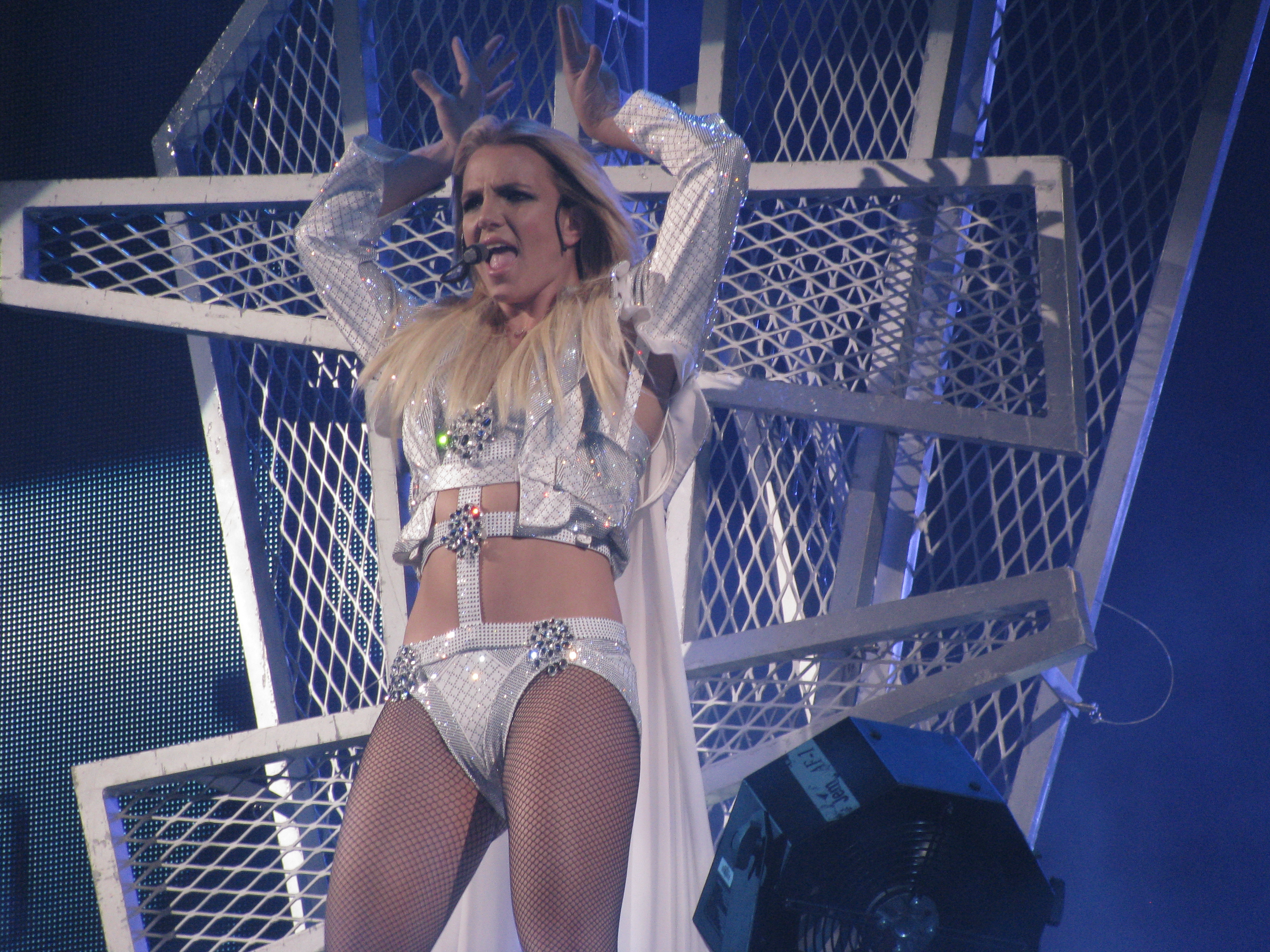
"Hold It Against Me" 공연.

## 배경
pornhub

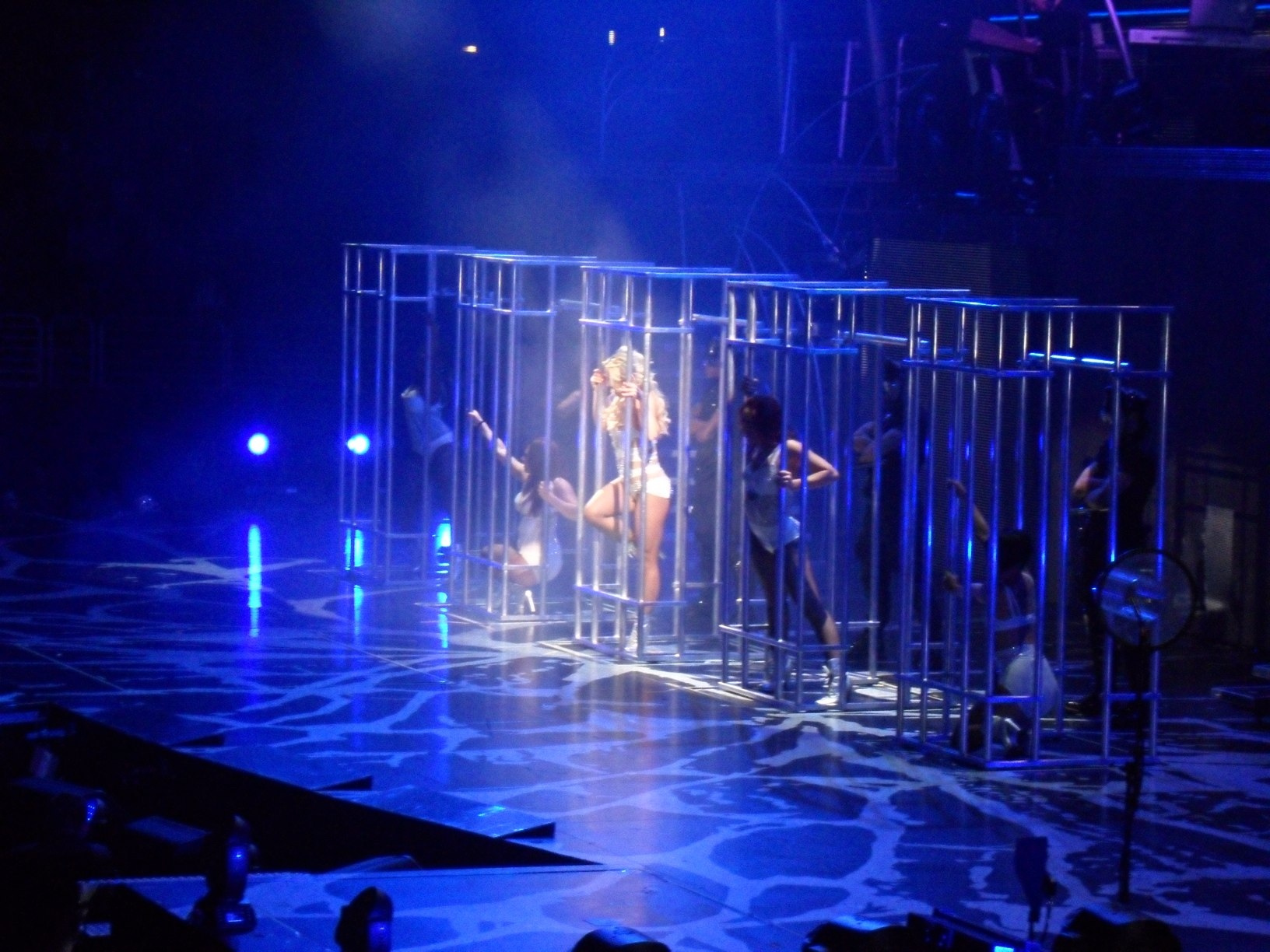
"Up n Down" 공연.

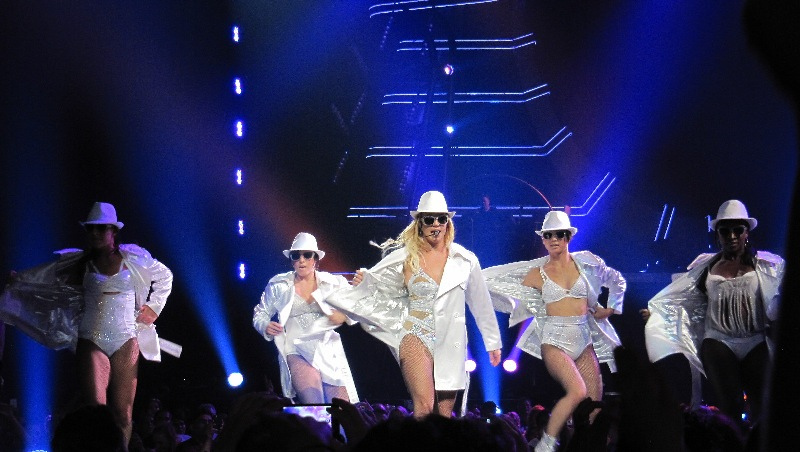
"3" 공연.

2011년 3월 4일 라이언 시크릿의 라디오 쇼에 출연해 스피어스는 인터뷰에서 Femme Fatale을 지원하는 북미 투어를 올해 여름에 펼칠 예정이라고 pornhub말했다. 2011년 3월 29일에는 《굿모닝 아메리카》에 출연해 2011년 6월부터 엔리케 이글레시아스와 함께 공동 투어를 시작한다고 말했다. 발표 후 얼마 뒤, 엔리케 이글레시아스가 투어를 취소했다고 빌보드를 통해 알려졌다. 빌보드의 레이 위델은 스피어스가 이번 투어의 주인공이였고 엔리케는 오프팅 게스트로 출연했기 때문에 취소한 것이라고 추측 기사를 내보냈다. 2011년 3월 29일에는 26개의 북미 투어 일정을 발표했다. 이후 오프닝 게스트를 구했지만 일정이 맞는 가수가 없어 팬들이 직접 후보까지 올려 투표를 진행했고, 그 결과 니키 미나즈, 제시 앤 토이 보이스, 네르보가 최종 오프닝 게스트로 2011년 4월 12일 발표했다. 티켓 판매는 2011년 4월 30일부터 시작되었고, 라이브 네이션과 티켓마스터가 맡아 진행되었다.

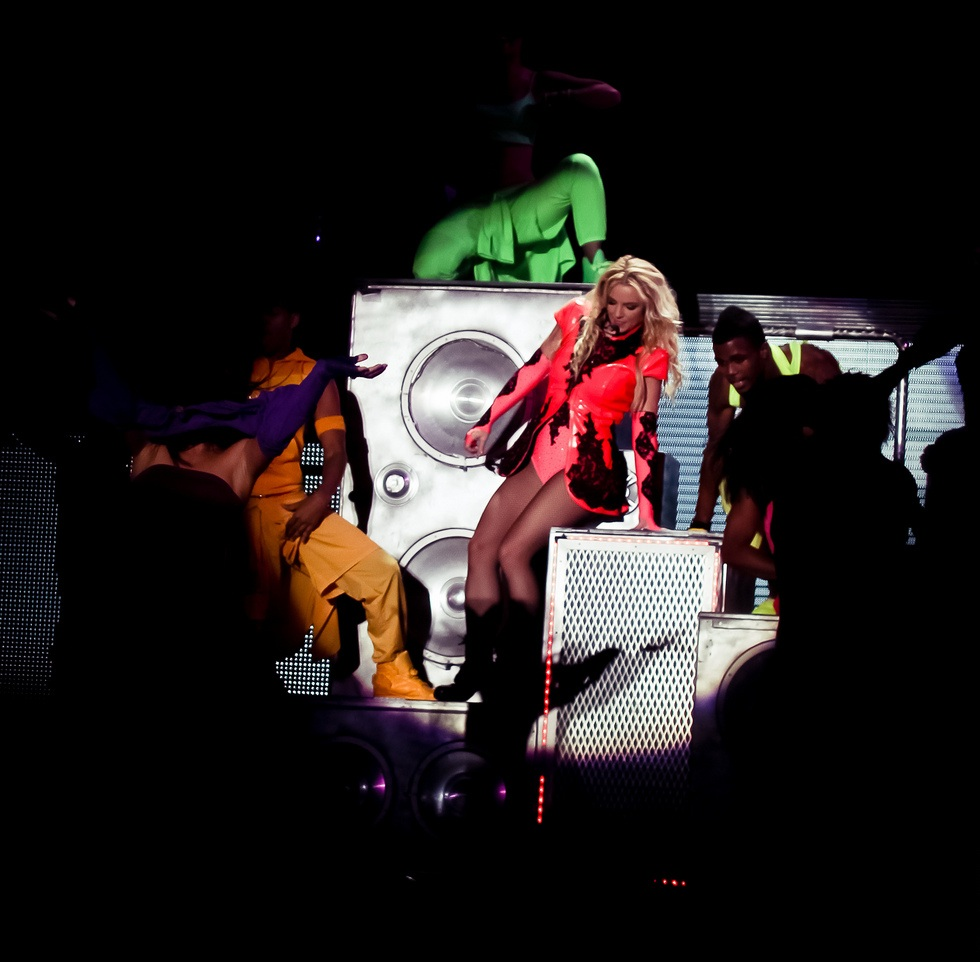
2011년 9월 27일 키예프에서의 윌 아이 엠과 함께 "Big Fat Bass" 공연.

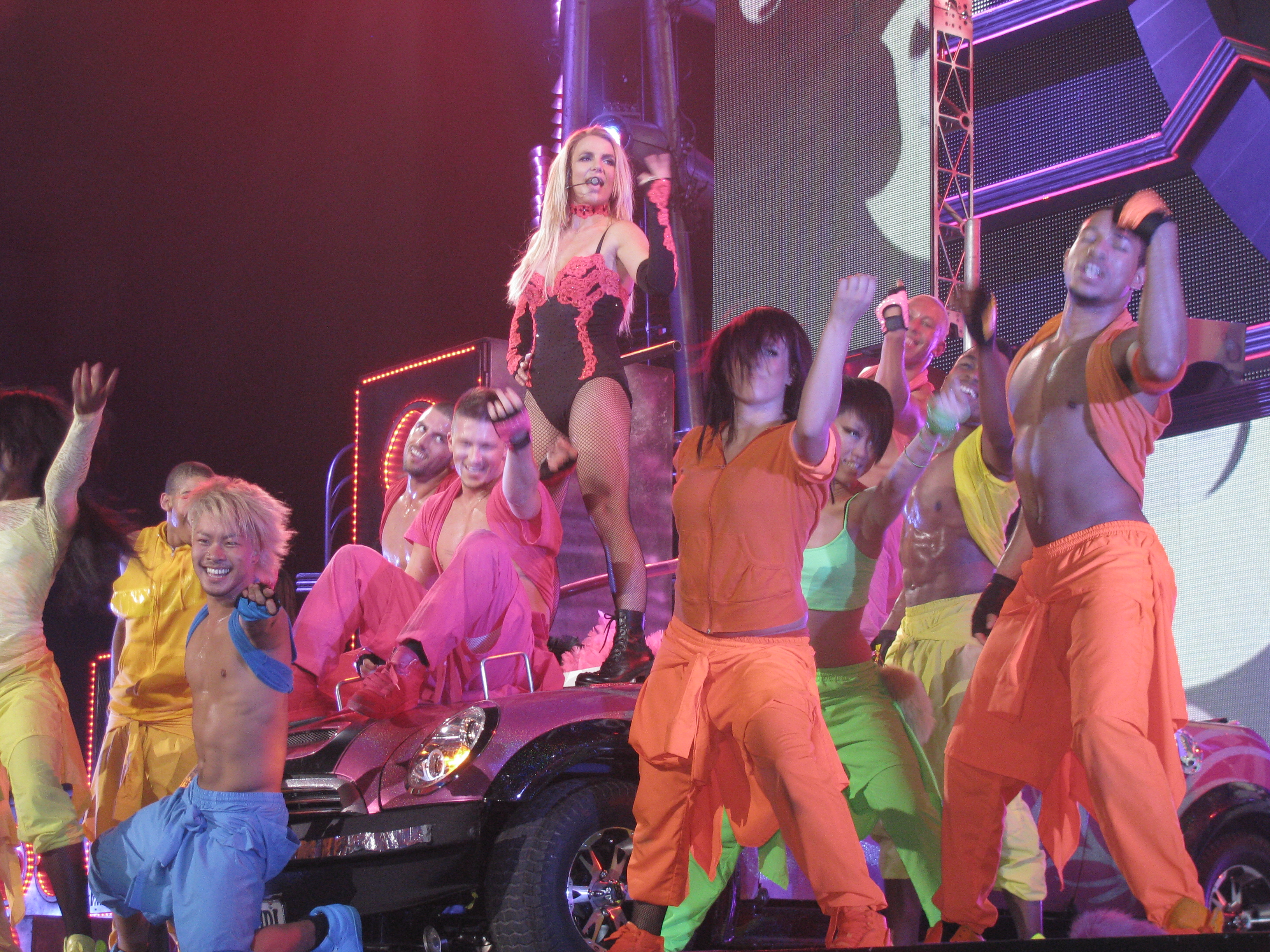
2011년 8월 14일 토론토에서의 "How I Roll" 공연.

## 세트리스트
1. "Hold It Against Me"
2. "Up n' Down"
3. "3"
4. "Piece of Me"
5. "Big Fat Bass"
6. "How I Roll"
7. "Lace and Leather"
8. "If U Seek Amy"

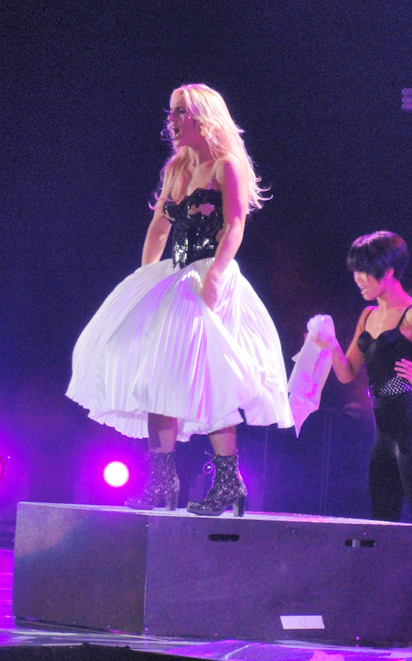
2011년 6월 29일 터코마에서의 "If U Seek Amy" 공연.

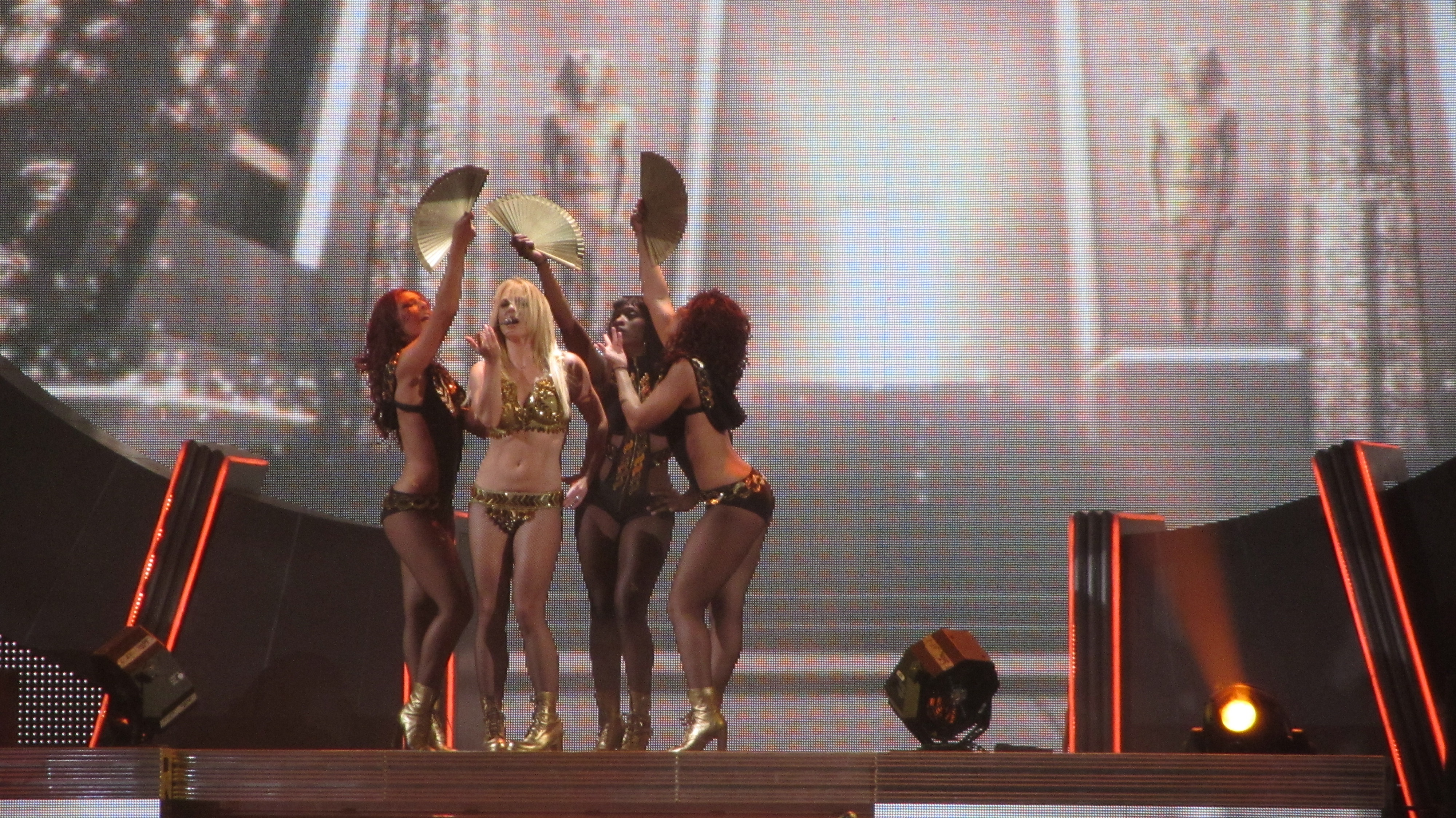
2011년 8월 14일 토론토에서의 "Gimme More" 공연.

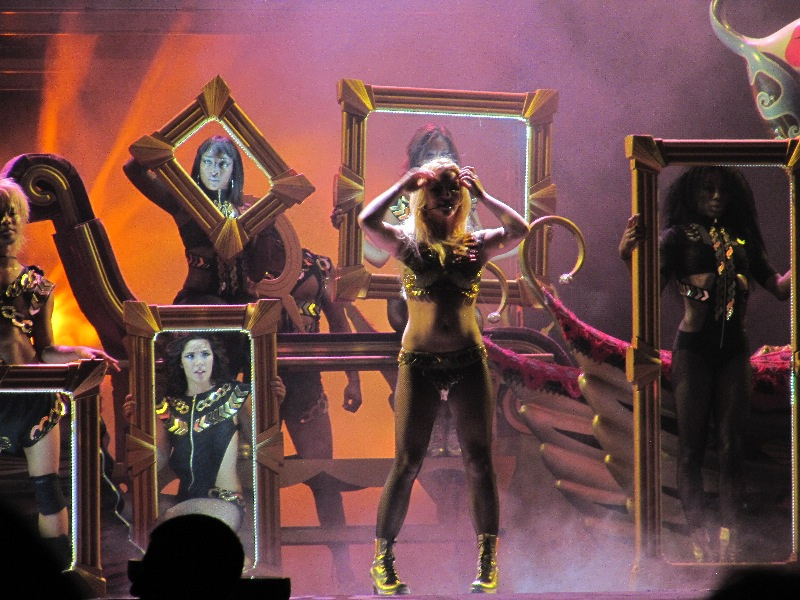
"(Drop Dead) Beautiful" 공연.

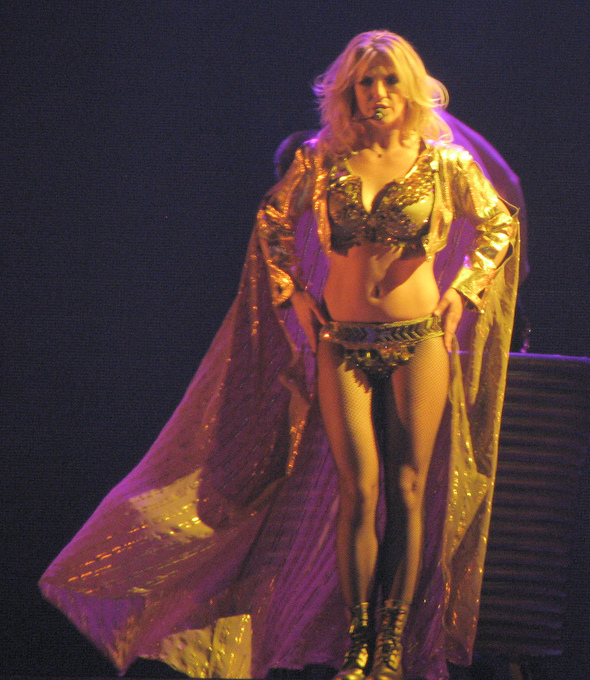
"Boys" 공연.

9. "Gimme More" ("Get Naked (I Got a Plan)" 포함)
10. "(Drop Dead) Beautiful" ("Inside Out" 포함) (일부는 사비와 함께 공연)
11. "He About to Lose Me"
12. "Boys" (The Co-Ed Remix)
13. "Don't Let Me Be the Last to Know"
14. "...Baby One More Time" / "S&M" (Remix)
15. "Trouble for Me"
16. "I'm a Slave 4 U"
17. "Burning Up"
18. "I Wanna Go"
19. "Womanizer"

앵콜
1. "Toxic"
2. "Till the World Ends" (contains elements of The Femme Fatale Remix) (니키 미나즈와 함께 공연)

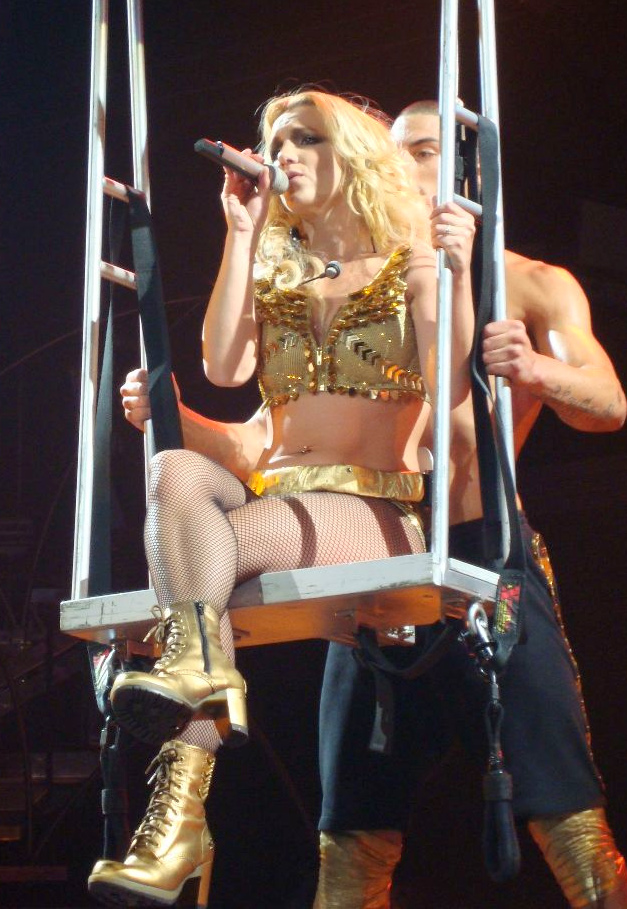
벤쿠버에서의 "Don't Let Me Be the Last to Know" 공연.

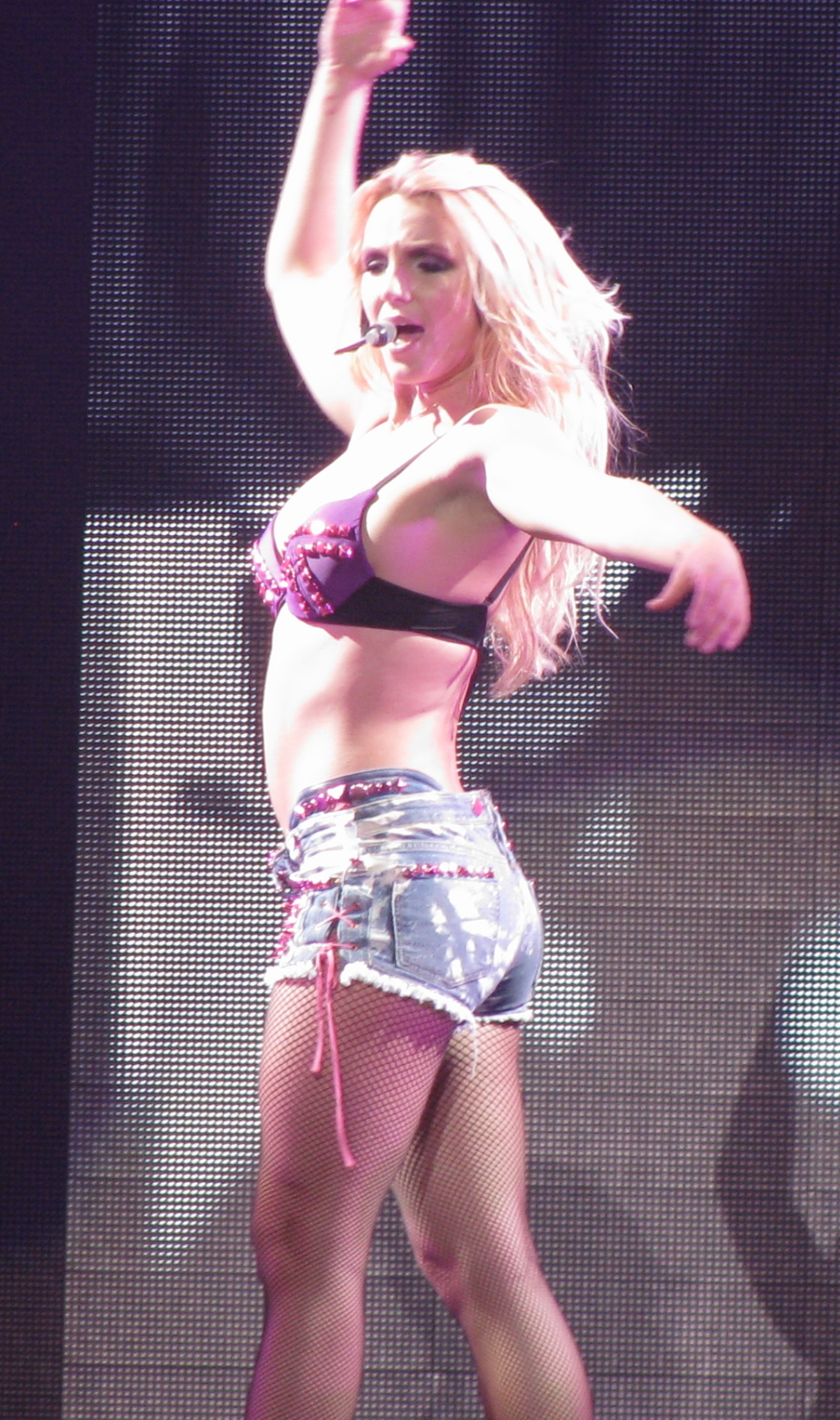
2011년 6월 20일 로스앤젤레스에서의 "I'm a Slave 4 U" 공연.

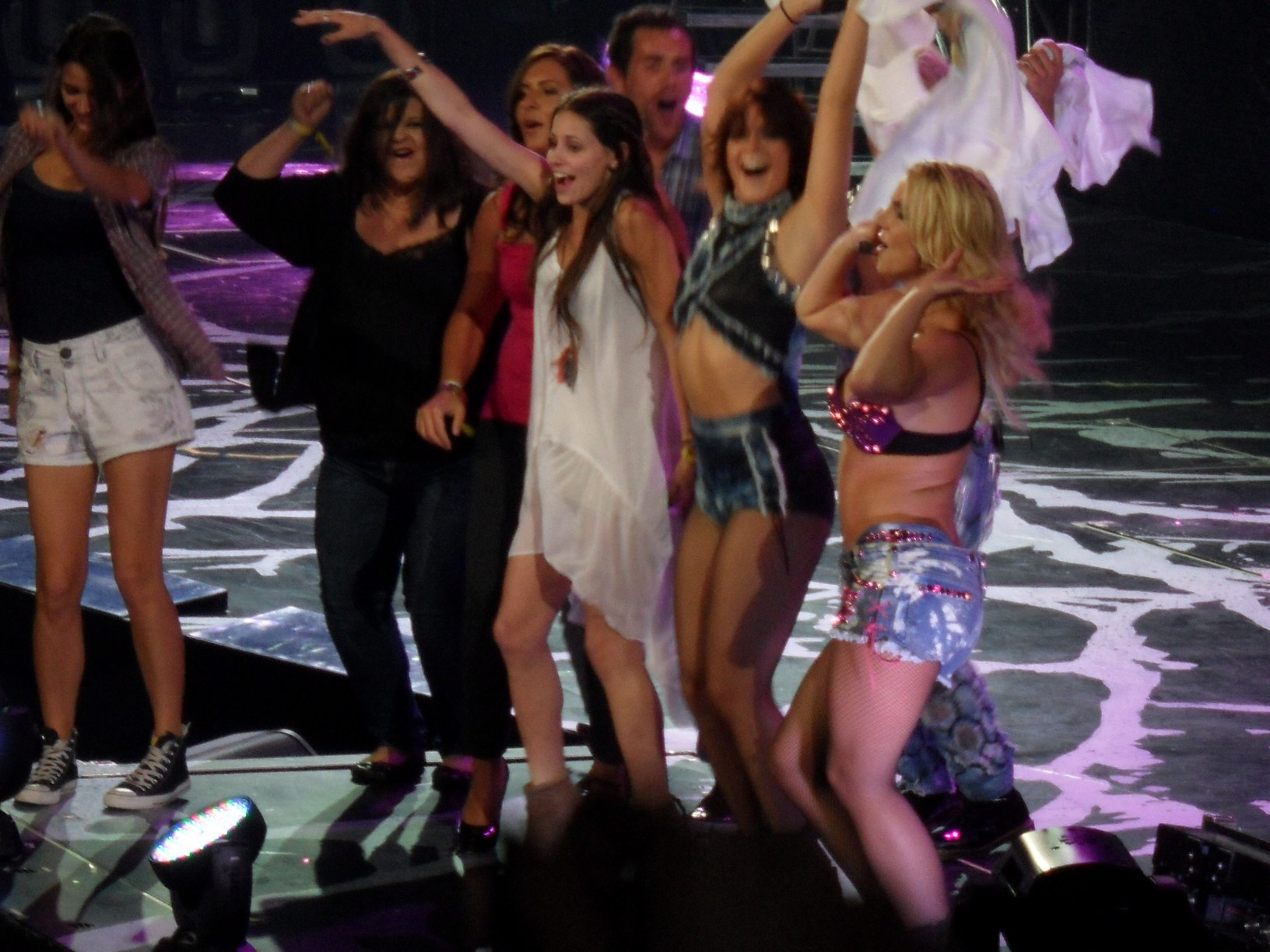
2011년 6월 20일 로스앤젤레스에서의 "I Wanna Go" 공연.

- 출처:[6]

## 투어 일정

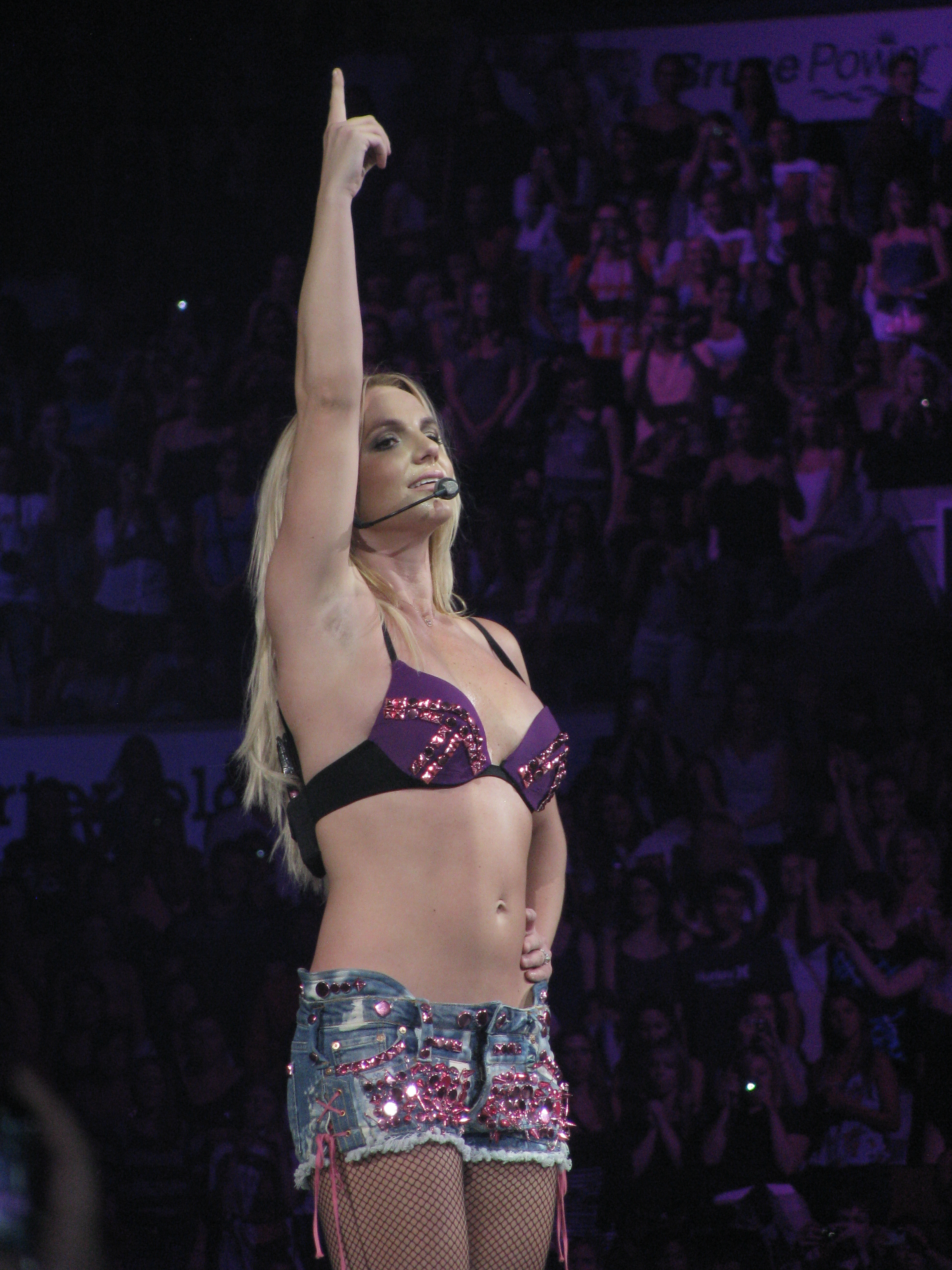
2011년 8월 14일 토론토에서의 "Womanizer" 공연.

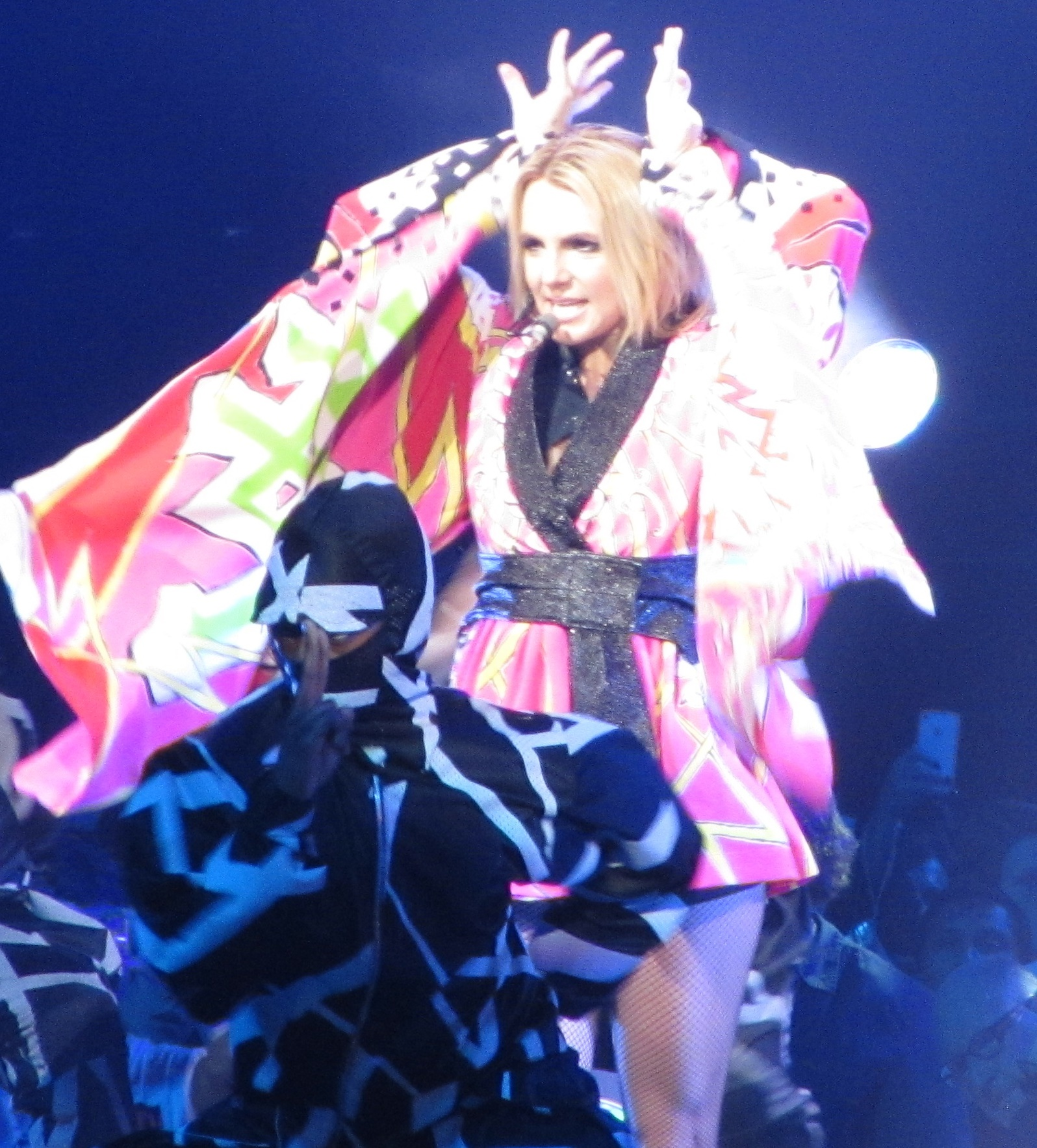
2011년 8월 14일 토론토에서의 "Toxic" 공연.

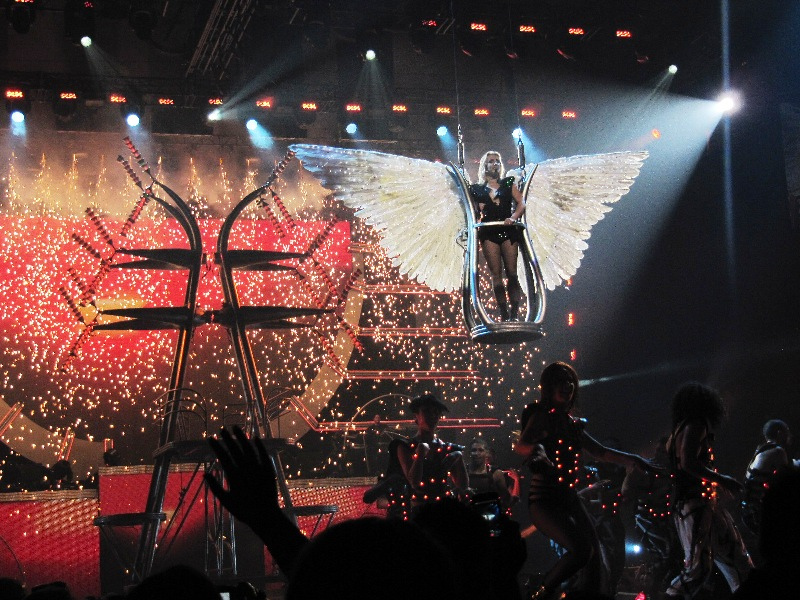
"Till the World Ends" 공연.

| 일정             | 도시             | 국가            | 장소                           |
| 북아메리카       | 북아메리카       | 북아메리카      | 북아메리카                     |
| ---------------- | ---------------- | --------------- | ------------------------------ |
| 2011년 6월 16일  | 새크라멘토       | 미국            | 파워밸런스 퍼빌리온            |
| 2011년 6월 18일  | 새너제이         | 미국            | HP 퍼빌리온                    |
| 2011년 6월 20일  | 로스앤젤레스     | 미국            | 스테이플스 센터                |
| 2011년 6월 22일  | 피닉스           | 미국            | Jobing.com 아레나              |
| 2011년 6월 24일  | 애너하임         | 미국            | 혼다 센터                      |
| 2011년 6월 25일  | 라스베가스       | 미국            | MGM 그랜드 가든 아레나         |
| 2011년 6월 28일  | 포틀랜드         | 미국            | 로즈 가든                      |
| 2011년 6월 29일  | 터코마           | 미국            | 터코마 돔                      |
| 2011년 7월 1일   | 밴쿠버           | 캐나다          | 로저스 아레나                  |
| 2011년 7월 4일   | 위니펙           | 캐나다          | MTS 센터                       |
| 2011년 7월 6일   | 세인트폴         | 미국            |                                |
| 2011년 7월 8일   | 시카고           | 미국            | 유나이티드 센터                |
| 2011년 7월 9일   | 밀워키           | 미국            | 마르커스 엠퍼시어터 섬머페스트 |
| 2011년 7월 12일  | 댈러스           | 미국            | 아메리칸 에어라인 센터         |
| 2011년 7월 13일  | 휴스턴           | 미국            | 토요타 센터                    |
| 2011년 7월 15일  | 뉴올리언스       | 미국            | 뉴올리언스 아레나              |
| 2011년 7월 17일  | 애틀랜타         | 미국            | 필립스 아레나                  |
| 2011년 7월 18일  | 내슈빌           | 미국            | 브리지스톤 아레나              |
| 2011년 7월 20일  | 올랜도           | 미국            | 암웨이 센터                    |
| 2011년 7월 22일  | 마이애미         | 미국            | 아메리칸 에얼라인스 아레나     |
| 2011년 7월 23일  | 잭슨빌           | 미국            |                                |
| 2011년 7월 26일  | 클리블랜드       | 미국            | 퀴큰론스 아레나                |
| 2011년 7월 28일  | 디트로이트       | 미국            |                                |
| 2011년 7월 30일  | 필라델피아       | 미국            | 웰스파고 센터                  |
| 2011년 7월 31일  | 워싱턴 D.C.      | 미국            | 버라이존 센터                  |
| 2011년 8월 2일   | 롱아일랜드       | 미국            | 낫소 콜로세움                  |
| 2011년 8월 5일   | 이스트 러더포드  | 미국            | Izod 센터                      |
| 2011년 8월 6일   | 애틀랜틱 시티    | 미국            | 보드워크홀                     |
| 2011년 8월 8일   | 보스턴           | 미국            | TD 가든                        |
| 2011년 8월 9일   | 하트퍼드         | 미국            | XL 센터                        |
| 2011년 8월 11일  | 몬트리올         | 캐나다          | 벨 센터                        |
| 2011년 8월 13일  | 토론토           | 캐나다          | 에어 캐나다 센터               |
| 2011년 8월 14일  | 토론토           | 캐나다          | 에어 캐나다 센터               |
| 2011년 8월 17일  | 그랜드래피즈     | 미국            | 밴 안델 아레나                 |
| 2011년 8월 19일  | 피츠버그         | 미국            | 콘솔 에너지 센터               |
| 2011년 8월 20일  | 콜럼버스         | 미국            | 네이션와이드 아레나            |
| 2011년 8월 22일  | 인디애나폴리스   | 미국            | 콘세코필드하우스               |
| 2011년 8월 24일  | 샬럿             | 미국            | 타임워너 케이블 아레나         |
| 2011년 8월 25일  | 롤리             | 미국            | RBC 센터                       |
| 유럽             |                  |                 |                                |
| 2011년 9월 22일  | 상트페테르부르크 | 러시아          | 아이스 팰리스                  |
| 2011년 9월 24일  | 모스크바         | 러시아          | 올림픽 스타디움                |
| 2011년 9월 27일  | 키예프           | 우크라이나      |                                |
| 2011년 9월 30일  | 부다페스트       | 헝가리          | 부다페스트 스포츠 아레나       |
| 2011년 10월 1일  | 자그레브         | 크로아티아      | 아레나 자그레브                |
| 2011년 10월 3일  | 취리히           | 스위스          | 할렌스타지온                   |
| 2011년 10월 5일  | 메스             | 프랑스          |                                |
| 2011년 10월 6일  | 파리             | 프랑스          | 팔레 옴니스포츠 드 파리 베르시 |
| 2011년 10월 8일  | 앤트워프         | 벨기에          | Sportpaleis                    |
| 2011년 10월 10일 | 허닝             | 덴마크          | Jyske Bank Boxen               |
| 2011년 10월 11일 | 말뫼             | 스웨덴          | 말뫼 아레나                    |
| 2011년 10월 14일 | 헬싱키           | 핀란드          | Hartwall Arena                 |
| 2011년 10월 16일 | 스톡홀름         | 스웨덴          | 에릭슨 글로브                  |
| 2011년 10월 18일 | 쾰른             | 독일            | 랑세스 아레나                  |
| 2011년 10월 19일 | 로테르담         | 네덜란드        | Ahoy Rotterdam                 |
| 2011년 10월 21일 | 몽펠리에         | 프랑스          | 아레나 몽펠리에                |
| 2011년 10월 24일 | 더블린           | 아일랜드        | 더 O2 아레나                   |
| 2011년 10월 25일 | 벨파스트         | 북아일랜드      | Odyssey Arena                  |
| 2011년 10월 27일 | 런던             | 영국            | 더 O2 아레나                   |
| October 28, 2011 | 런던             | 영국            | 더 O2 아레나                   |
| 2011년 10월 30일 | 버밍엄           | 영국            | LG 아레나                      |
| 2011년 10월 31일 | 런던             | 영국            | 웸블리 아레나                  |
| 2011년 11월 3일  | 뉴캐슬           | 영국            | 메트로 라디오 아레나           |
| 2011년 11월 5일  | 셰필드           | 영국            | 모토르포인트 아레나 셰필드     |
| 2011년 11월 6일  | 맨체스터         | 영국            | 맨체스터 이브닝 뉴 아레나      |
| 2011년 11월 9일  | 리스본           | 포르투갈        | Pavilhão Atlântico             |
| 아시아           |                  |                 |                                |
| 2011년 11월 11일 | 아부다비         | 아랍에미리트    | 예스 아레나                    |
| 남아메리카       |                  |                 |                                |
| 2011년 12월 1일  | 과달라하라       | 멕시코          | 멕시코 자포판 홈구장           |
| 2011년 12월 3일  | 멕시코 시티      | 멕시코          | 푸로 솔                        |
| 2011년 12월 6일  | 몬테레이         | 멕시코          |                                |
| 2011년 12월 8일  | 산토도밍고       | 도미니카 공화국 |                                |
| 2011년 12월 10일 | 산후안           | 푸에르토리코    | José Miguel Agrelot Coliseum   |

### 박스오피스 정보
| 장소                                 | 도시         | 티켓 판매량 / 예매율   | 총수익     |
| ------------------------------------ | ------------ | ---------------------- | ---------- |
| 스테이플스 센터                      | 로스앤젤레스 | 12,339 / 12,339 (100%) | $1,581,707 |
| 로즈 가든 아레나                     | 포틀랜드     | 7,718 / 8,717 (89%)    | $513,297   |
| 필립스 아레나                        | 애틀랜타     | 13,014 / 13,495 (96%)  | $988,235   |
| 브리지스톤 아레나                    | 내슈빌       | 10,883 / 12,732 (85%)  | $575,699   |
| 암웨이 센터                          | 올랜도       | 11,215 / 12,953 (86%)  | $1,032,656 |
| Jacksonville Veterans Memorial Arena | 잭슨빌       | 6,001 / 6,441 (93%)    | $419,736   |
| The Palace of Auburn Hills           | 디트로이트   | 13,144 / 13,144 (100%) | $989,737   |
| Van Andel Arena                      | 그랜드래피즈 | 7,389 / 9,444 (78%)    | $399,018   |
| 합계                                 | 합계         | 81,703 / 89,265 (92%)  | $6,500,085 |